# Список умерших в 857 году

## Март
- 13 марта — Родерик, католический святой, кордовский мученик[1].

## Ноябрь
- Эриспоэ, основатель Бретонского королевства, король (851—857)[2].

## Дата смерти неизвестна или требует уточнения
- Зирьяб, персидский полимат: музыкант, певец, поэт, а также химик, косметолог, дизайнер, стратег, астроном, ботаник и географ[3].
- Аль-Харис аль-Мухасиби, основатель багдадской школы исламской философии, учитель суфийских богословов Джунайда аль-Багдади, Ибн Ата, Сари ас-Сакати и др.[4]